# Hadronyche infensa
Hadronyche infensa  (лат.) — вид ядовитых мигаломорфных пауков из семейства Hexathelidae, обитающий в Квинсленде и Новом Южном Уэльсе.

## Таксономия
Вид был описан Хикманом в 1964 году как Atrax infensus. В 1988 году перенесён в род Hadronyche.

## Описание
Как и большинство видов семейства Hexathelidae у представителей данного вида блестящая черная головогрудь и, от темно-коричневого до черного цвета лапы, брюшко, хелицеры. Головогрудь удлинённая. Брюшко самца снизу имеет бледный цвет.

## Распространение и биология
Hadronyche infensa обитают в восточной части Австралии от юго-восточного Квинсленда до северо-восточной части Нового Южного Уэльса.

## Токсичность
Яд самцов и самок одинаковой токсичности. Два из четырнадцати зарегистрированных случаев укусов привели к тяжелым симптомам отравления. В качестве противоядия применяется сыворотка для вида Atrax robustus.
Токсичность яда повышается в начале лета. Самцы в это время проявляют максимальную активность в поисках партнёрши, как следствие для людей возрастает вероятность быть укушенными.